# Judeo-Arabisch

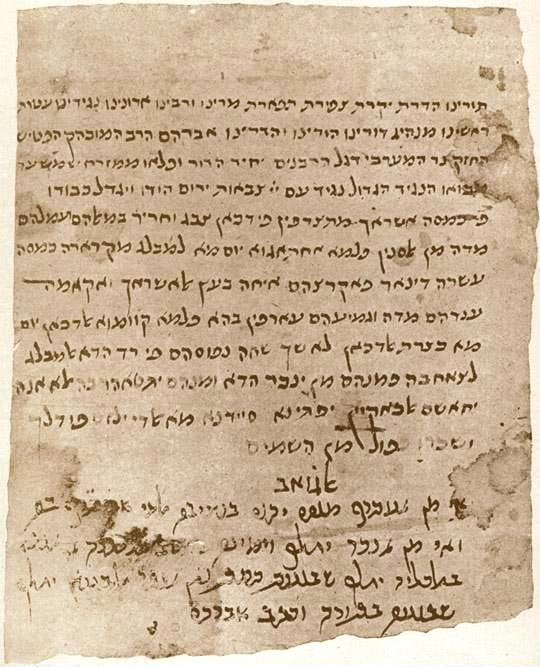
Een brief ondertekend door Abraham, de zoon van Maimonides.

Het Judeo-Arabisch (Arabisch: عربية يهودية (arabieja jahoedieja); Hebreeuws: ערבית יהודית (araviet jehoediet)) bestaat uit specifiek Joodse varianten van de Arabische taal, die vroeger werden gesproken door de Joodse gemeenschappen in het Midden-Oosten en Noord-Afrika. In hedendaags Israël worden de dialecten als bedreigde talen beschouwd.
De term Judeo-Arabisch kan ook verwijzen naar het klassiek Arabisch geschreven in het Hebreeuwse schrift, vooral in de middeleeuwen. Veel belangrijke joodse werken, waaronder een aantal religieuze geschriften van Saadia Gaon, Maimonides en Juda Halevi, zijn oorspronkelijk in het Judeo-Arabisch geschreven, omdat dit de primaire taal van de desbetreffende auteurs was.

## Kenmerken
Men schreef - soms in dialect, soms in een meer klassieke stijl - in een licht aangepast Hebreeuws alfabet in plaats van het Arabische schrift te gebruiken. Om fonemen op te kunnen nemen die in het Hebreeuwse alfabet niet bestonden, werd hierbij vaak gebruik gemaakt van medeklinkerpunten uit het Arabische alfabet.
Het Arabisch dat door de Joodse gemeenschappen in de Arabische wereld werd gesproken, verschilde van het Arabisch van hun niet-Joodse buren. Allereerst bevatten de Joods-Arabische dialecten - net als andere Joodse talen en dialecten - ontleningen uit het Hebreeuws en Aramees. Daarnaast waren de verschillen geografisch; ze weerspiegelden de migratiegeschiedenis van Joden. Zo leek het Judeo-Arabisch van Egypte, ook binnen de gemeenschap van Caïro, meer op het dialect van Alexandrië dan van Caïro. En het dialect dat Joden in Bagdad spraken deed eerder denken aan het dialect van Mosul. Veel Joden in de Arabische wereld spraken meerdere dialecten. De dialecten die worden onderscheiden zijn: Judeo-Egyptisch, Judeo-Irakees (en Judeo-Bagdadisch), Judeo-Jemenitisch, Judeo-Marokkaans, Judeo-Tripolitaans en Judeo-Tunesisch.

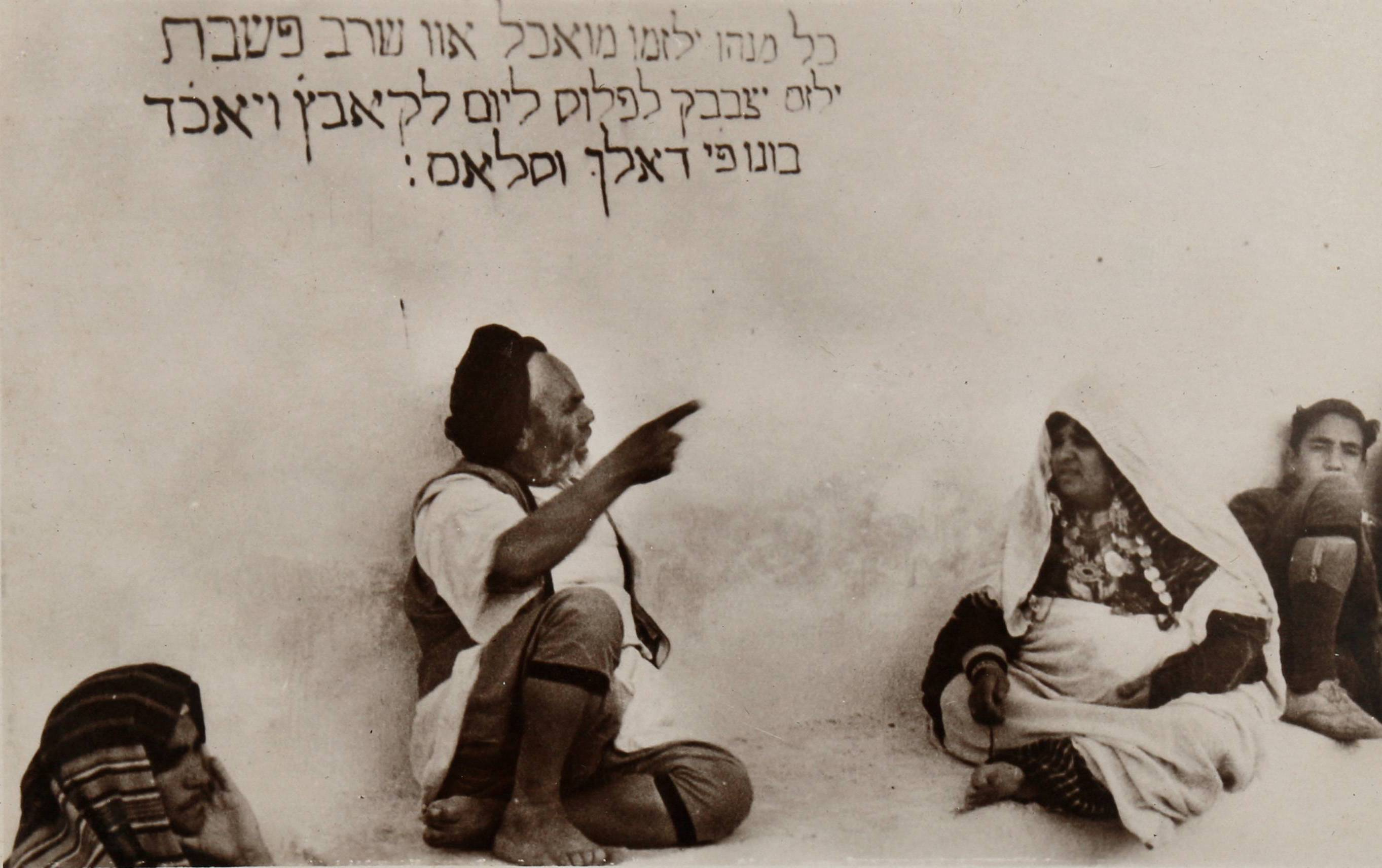
Algerijnse Joden bij een muur waarop een Judeo-Arabische tekst geschreven staat, circa 1915.

## 20e en 21e eeuw
De meeste dialecten begonnen in de 20e eeuw te verdwijnen. Dit proces werd al in gang gezet vóór de oprichting van de staat Israël. Het kwam in een stroomversnelling terecht toen Joden eerst overgingen op het Frans en later hun land verlieten voor Frankrijk of Israël. Door de oprichting van de Joodse staat en de Arabisch-Israëlische oorlog die hierop volgde, werd het onrustig in de meeste Arabische landen waar Joden leefden. Doordat zij zich niet langer veilig voelden, vertrokken ze uiteindelijk massaal.
Door de Israëlische overheid werd het gebruik van Arabische dialecten ontmoedigd, met als resultaat dat de huidige generaties alleen nog Hebreeuws spreken en de Judeo-Arabische dialecten als bedreigde talen worden beschouwd. In de jaren negentig van de 20e eeuw werd geschat dat ruim een half miljoen Mizrachische Joden een Judeo-Arabisch dialect spraken. Aannemelijk is dat dit aantal inmiddels veel lager ligt.
In de 21e eeuw wordt de term Judeo-Arabisch in Israël nauwelijks gebezigd. Men heeft het eerder over bijvoorbeeld Irakait (Irakees), Marokait (Marokkaans) en Teimanit (Jemenitisch), waarmee meteen wordt gerefereerd naar het specifieke dialect van iemands voorouders. Hedendaagse Israëlische artiesten als A-WA en Dudu Tassa hebben meerdere albums uitgebracht waarop ze zingen in het Judeo-Arabisch, in dit geval het Judeo-Jemenitisch en Judeo-Irakees. De debuutsingle van A-WA, Habib Galbi getiteld, was het eerste Arabischtalige nummer ooit dat in Israël de nummer 1-positie bereikte.